# Cova Joana
Cova Joana est un village du Cap-Vert sur l'île de Brava. Il est situé dans une vallée montagneuse, à 500 mètres au nord de Nossa Senhora do Monte et à 2 km au sud-ouest de la capitale de l’île, Nova Sintra. En 2010, sa population était de 183 et son altitude de 645 mètres.
Le nom du village, Cova Joana, fait référence à l'emplacement, le mot créole cova signifiant cratère, dépression ou vallée. Le village est relié par une bonne route pavée à Nova Sintra, la capitale de lîle, qui se trouve à environ sept kilomètres par la route, et à Nova Sintra do Monte, un lieu de pèlerinage qui se trouve à environ un kilomètre au sud. Le petit port de Fajã de Água, sur la côte ouest, est accessible par un beau sentier de randonnée, de même que le Monte Fontainhas, la plus haute montagne de l'île de Brava, qui culmine à 976 mètres.
Brava est connue comme étant l'île la plus verte du Cap-Vert. Brava est souvent couverte de nuages, de sorte que l'évaporation est comparativement faible et que l'île peut conserver son humidité. L'humidité est conservée encore plus longtemps dans la dépression de Cova Joana, où l'agriculture (surtout le maïs, les bananes et les haricots) est la principale source de revenus. De nombreuses maisons possèdent un jardin où sont cultivés des légumes. 